# Lispe neimongola
Lispe neimongola este o specie de muște din genul Lispe, familia Muscidae, descrisă de Tian și Ma în anul 2000. Conform Catalogue of Life specia Lispe neimongola nu are subspecii cunoscute.